# Record - Oltre l'impossibile
Record - Oltre l'Impossibile è un programma televisivo italiano, realizzato dalla Direzione Sviluppo Nuovi Formati (DSNF) della Rai, in onda su Rai 2 nell'estate 2021 all'interno del contenitore olimpico Il circolo degli anelli.

## Format
Da un'idea del direttore della DSNF, Pierluigi Colantoni, il programma vuole ripercorre, nella forma stilistica di un documentario sportivo, le storie e i personaggi che con i loro record sono andati oltre l'impossibile. Il programma è condotto da Nadia Bala, atleta paralimpica e ambasciatrice italiana del sitting volley, affiancata dai giornalisti Maurizio Ruggeri Fasciani e Andrea Fusco.
Il documentario è suddiviso in capitoli che introducono le storie degli atleti olimpici, tra cui Grandi rimonte, Oro stregato, Le grandi cadute e altri. La storia principale della puntata viene introdotta dalla clip denominata Le regole del gioco.

## Ascolti
| Puntata | Messa in onda  | Telespettatori | Share  | Replica | Telespettatori | Share  |
| ------- | -------------- | -------------- | ------ | ------- | -------------- | ------ |
| 1       | 23 luglio 2021 | 501.000        | 6,05%  | 1       | 1.509.000      | 15,76% |
| 2       | 24 luglio 2021 | 604.000        | 7,61%  | 2       | 1.570.000      | 14,65% |
| 3       | 25 luglio 2021 | 523.000        | 6,63%  | 3       | 1.230.000      | 13.6%  |
| 4       | 26 luglio 2021 | 481.000        | 5.29%  | 4       | 1.198.000      | 13,20% |
| 5       | 27 luglio 2021 | 527.000        | 5,61%  | 5       | 901.000        | 10,83% |
| 6       | 28 luglio 2021 | 435.000        | 5,79%  | 6       | 995.000        | 11,23% |
| 7       | 29 luglio 2021 | 522.000        | 6.82%  | 7       | 1.509.000      | 15,76% |
| 8       | 30 luglio 2021 | 534.000        | 7%     | 8       | 1.935.000      | 16,07% |
| 9       | 31 luglio 2021 | 548.000        | 7.1%   | 9       | 1.325.000      | 15.73% |
| 10      | 1º agosto 2021 | 710.000        | 9,38%  | 10      | 1.509.000      | 15,76% |
| 11      | 2 agosto 2021  | 580.000        | 8,22%  | 11      |                |        |
| 12      | 3 agosto 2021  | 1.325.000      | 15,73% |         |                |        |
| 13      | 4 agosto 2021  | 1.221.000      | 13,49% |         |                |        |
| 14      | 5 agosto 2021  | 803.000        | 10,56% |         |                |        |
| 15      | 6 agosto 2021  | 2.197.000      | 24,09% |         |                |        |
| 16      | 7 agosto 2021  |                |        |         |                |        |